# Kokorycz drobna
Kokorycz drobna, kokorycz skąpokwiatowa (Corydalis pumila (Host) Rchb.) – gatunek rośliny z rodziny makowatych. Występuje w Europie Środkowej i ma niewielki, porozrywany zasięg. W Polsce jest gatunkiem rzadko spotykanym i tylko w zachodniej części kraju. Rośnie głównie w żyznych lasach liściastych, rzadko na cmentarzach i w parkach. Pęd nadziemny rozwija się tylko przez dwa miesiące wczesną wiosną. Jako gatunek bardzo rzadki i tracący stanowiska podlega w Polsce ochronie prawnej. 

## Rozmieszczenie geograficzne
Gatunek ma stosunkowo niewielki i porozrywany zasięg występowania obejmujący Europę Środkową od południowej Skandynawii po Sardynię, środkową część Półwyspu Apenińskiego i północną Grecję. Częściej spotykany jest w takich centrach występowania jak: południowa Szwecja, rejon gór Harz w Niemczech, zachodnie Węgry. Na pozostałym obszarze stanowiska gatunku są zwykle nieliczne i rozproszone.
W Polsce występuje w zachodniej części kraju i na ogół jest rośliną bardzo rzadką. Najwięcej stanowisk stwierdzono w dorzeczu górnej i środkowej Parsęty oraz jej dopływów Wogry i Dębnicy na Pomorzu Zachodnim (około 20), poza tym w Wielkopolsce w rejonie Śremu, Borku Wielkopolskiego i w dorzeczu Lutyni. Najliczniejsza populacja gatunku występuje w okolicy miejscowości Kamieniec nad Dolną Odrą (rezerwat przyrody Kamienieckie Wąwozy im. prof. Janiny Jasnowskiej). Inne rozproszone stanowiska gatunku to: dolina Krępieli na Pomorzu Zachodnim, okolice miejscowości Owczary w województwie lubuskim, Borek i Jeżewo w województwie kujawsko-pomorskim, Kowanówko i Sulmierzyce w Wielkopolsce, Głogów i Wrocław na Dolnym Śląsku. Na licznych stanowiskach podawanych dawniej gatunek nie został odnaleziony w ostatnich latach, np. w Świnoujściu i Połchowie na Pomorzu Zachodnim, w rejonie Słubic, Krosna Odrzańskiego i Sławy w województwie lubuskim.

## Morfologia

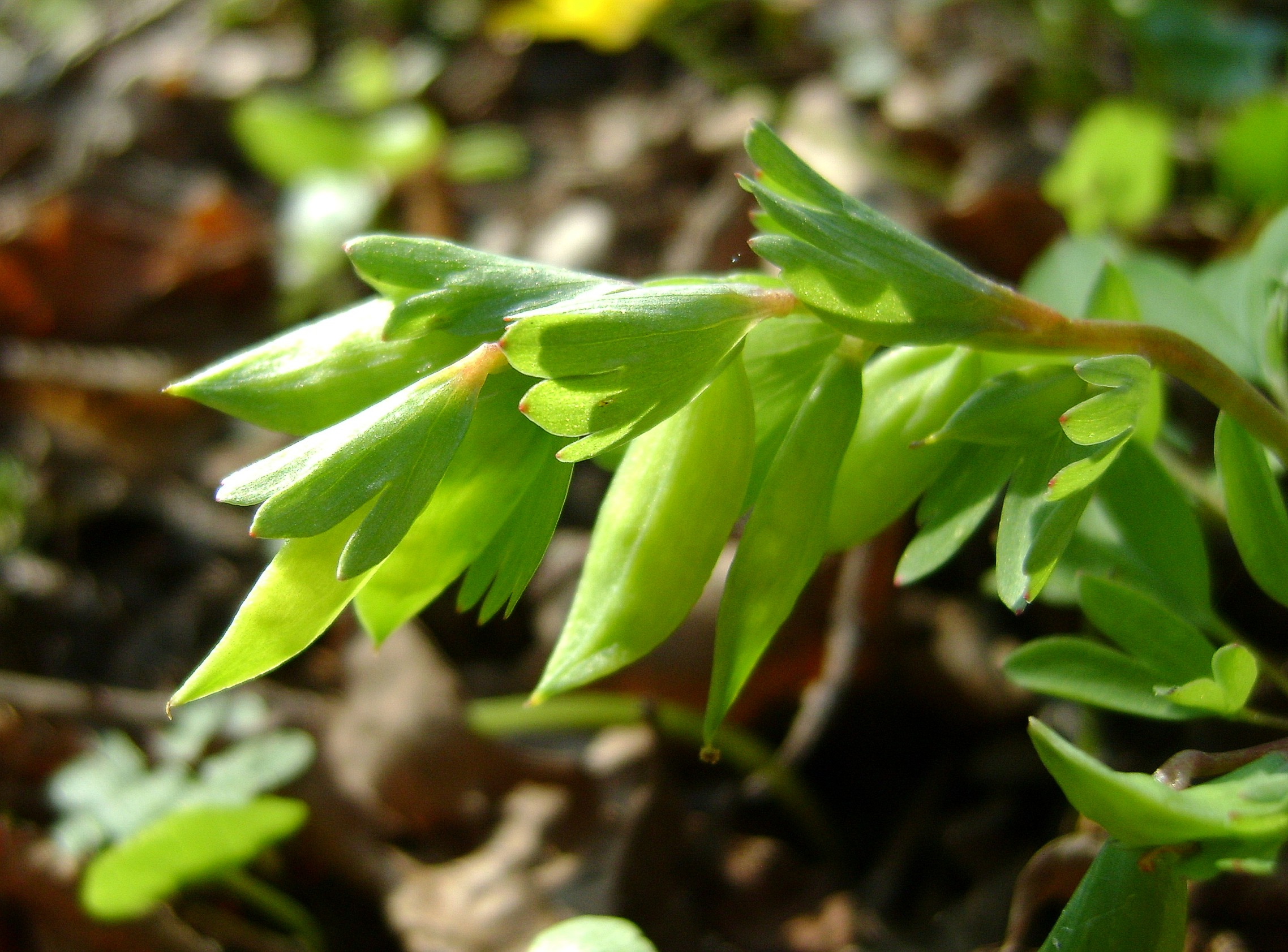
Owoce

PokrójWiększą część roku roślina spędza w postaci bulwy pod powierzchnią gruntu i tylko na około dwa miesiące wiosenne rozwija pojedynczy liść lub pęd wyrastający na 5–15 (rzadziej 20) cm nad powierzchnię gruntu. Pęd jest nagi, cienki, pod powierzchnią gruntu ze skróconymi węzłami i łuskowatymi 5–7 katafilami, a nad powierzchnią z pojedynczym, największym katafilem. W jego kącie znajduje się pąk, z którego rozwija się czasem odgałęzienie pędu. Rzadko na tym odgałęzieniu rozwijają się kwiaty, na przykład gdy główny pęd zostanie uszkodzony.
BulwaPełna, kulista. Znajduje się zwykle na głębokości od 1 do 5, rzadziej 8 cm, ale na stokach erodujących bulwy mogą pojawić się na powierzchni. Od spodu bulwy wyrastają włókniste korzenie z rozgałęzieniami tylko pierwszego stopnia.
LiścieDwa (rzadko trzy) na głównym pędzie, na długich ogonkach, z blaszką w zarysie okrągło trójkątną, podwójnie lub potrójnie trójdzielną. Listki szerokojajowate, podługowate, tępe. Wszystkie liście nagie.
KwiatyZebrane w 1–9 kwiatowy (najczęściej 2–6), na wierzchołku zwisły kwiatostan. Poszczególne liliowopurpurowe kwiaty wyrastają na krótkich szypułkach (do 2 mm długości) w kątach głęboko dłoniasto wcinanych przysadek, mających od 4 do 7 łatek. Kwiaty są wyraźnie grzbieciste i mają długość 12–16 mm. Dwie działki kielicha szybko opadają. Cztery płatki korony ułożone są w dwóch okółkach. Płatki zewnętrznego okółka tworzą górną i dolną wargę, przy czym ta pierwsza wyciągnięta jest z tyłu w długą ostrogę. Płatki wewnętrznego okółka tworzą dwa boczne skrzydełka. Pręciki tworzą dwie grupy (górną i dolną), z których każda składa się z jednego pręcika z dwoma pylnikami i przyrośniętych nitkami do niego dwóch bocznych, krótszych pręcików z pojedynczymi pylnikami. U nasady górnej grupy pręcików znajdują się miodniki wydzielające nektar, gromadzący się w ostrodze. Zalążnia jest górna, podługowata, jednokomorowa, ale powstaje z dwóch owocolistków. Zawiera od 5 do 15 (najczęściej od 8 do 12) zalążków kampylotropowych ułożonych marginalnie. Zalążnia zwieńczona jest długą szyjką na szczycie rozwidloną.
OwoceTorebki jajowato lancetowate, na obu końcach równomiernie zwężone, osiągające ok. 22 mm długości, osadzone na wielokrotnie od nich krótszych trzonkach (o długości 1–2 mm). Otwierają się dwiema klapami, które pozostają zielone, rzadko są lekko czerwonawe. Nasiona w liczbie 5–12 na naprzemiennie umocowane do obu klap torebki. Mają kształt kulisty i średnicę 1,5–2 mm. Łupina nasienna jest czarna i gładka, na jej powierzchni znajduje się wygięty, biały elajosom. W czasie owocowania szczytowa część pędu zwisa lub pokłada się. Pojedyncza roślina zawiązuje zwykle od 10 do 60 nasion.
Gatunki podobneW Europie Środkowej podobny pokrój ma kokorycz pełna, której kwiaty wsparte są podzielonymi przysadkami, ale osadzone są one na szypułkach o długości ponad 4 mm (wydłużających się jeszcze w czasie owocowania), podczas gdy szypułki kwiatów i owoców u kokoryczy drobnej zawsze sięgają do 2 mm. Kokorycz wątła i pusta mają przysadki całobrzegie.

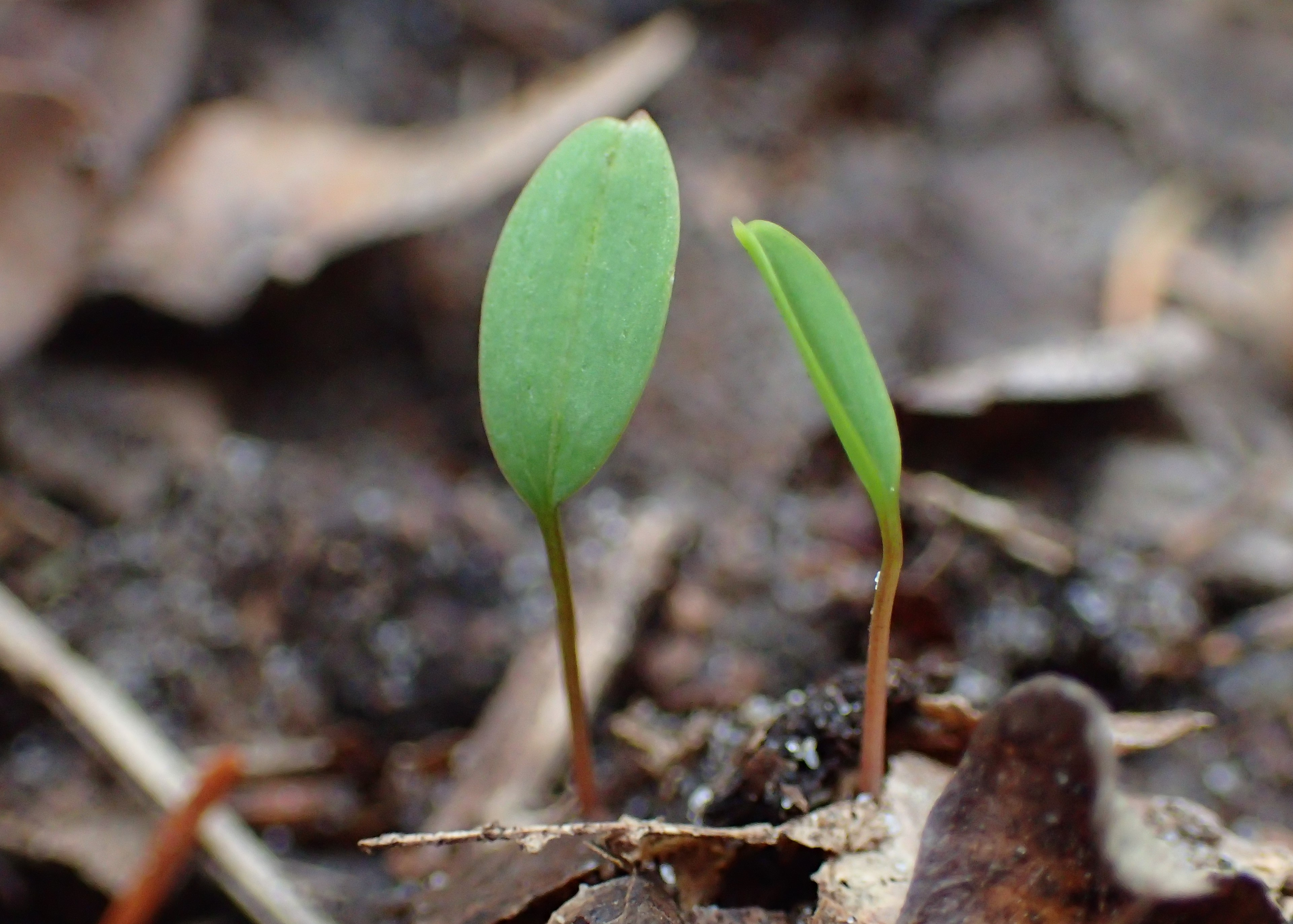
Siewki
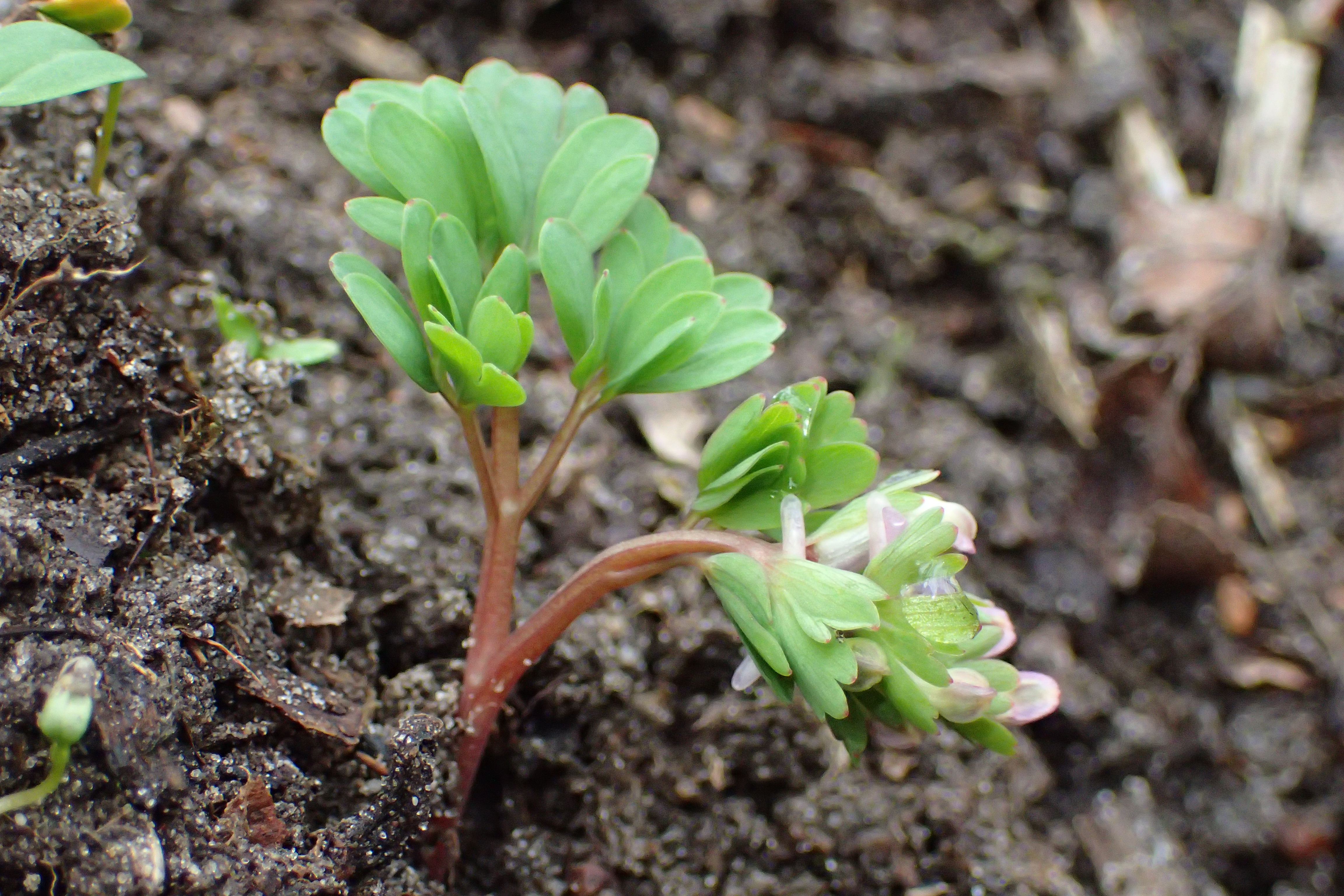
Pokrój
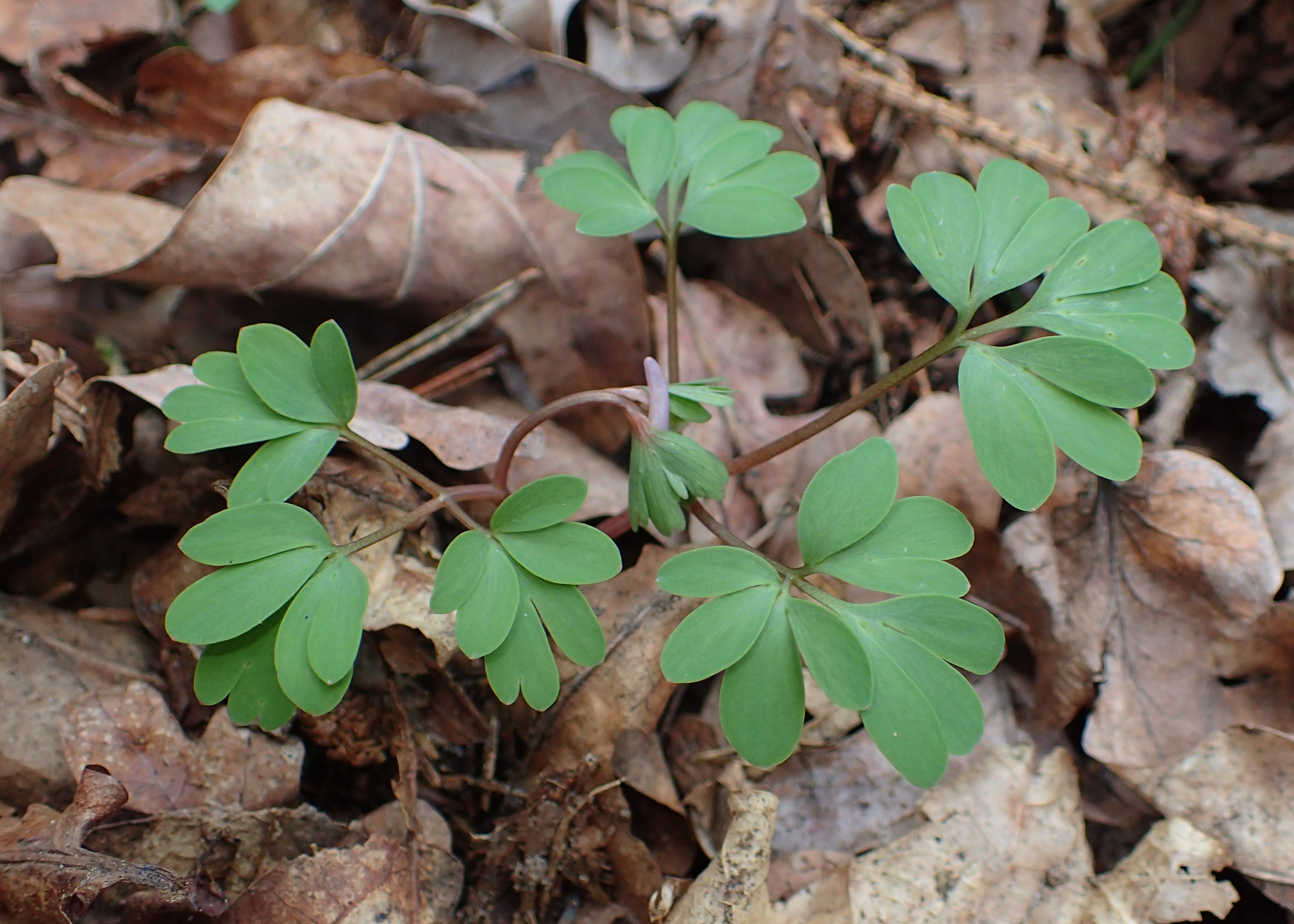
Pokrój
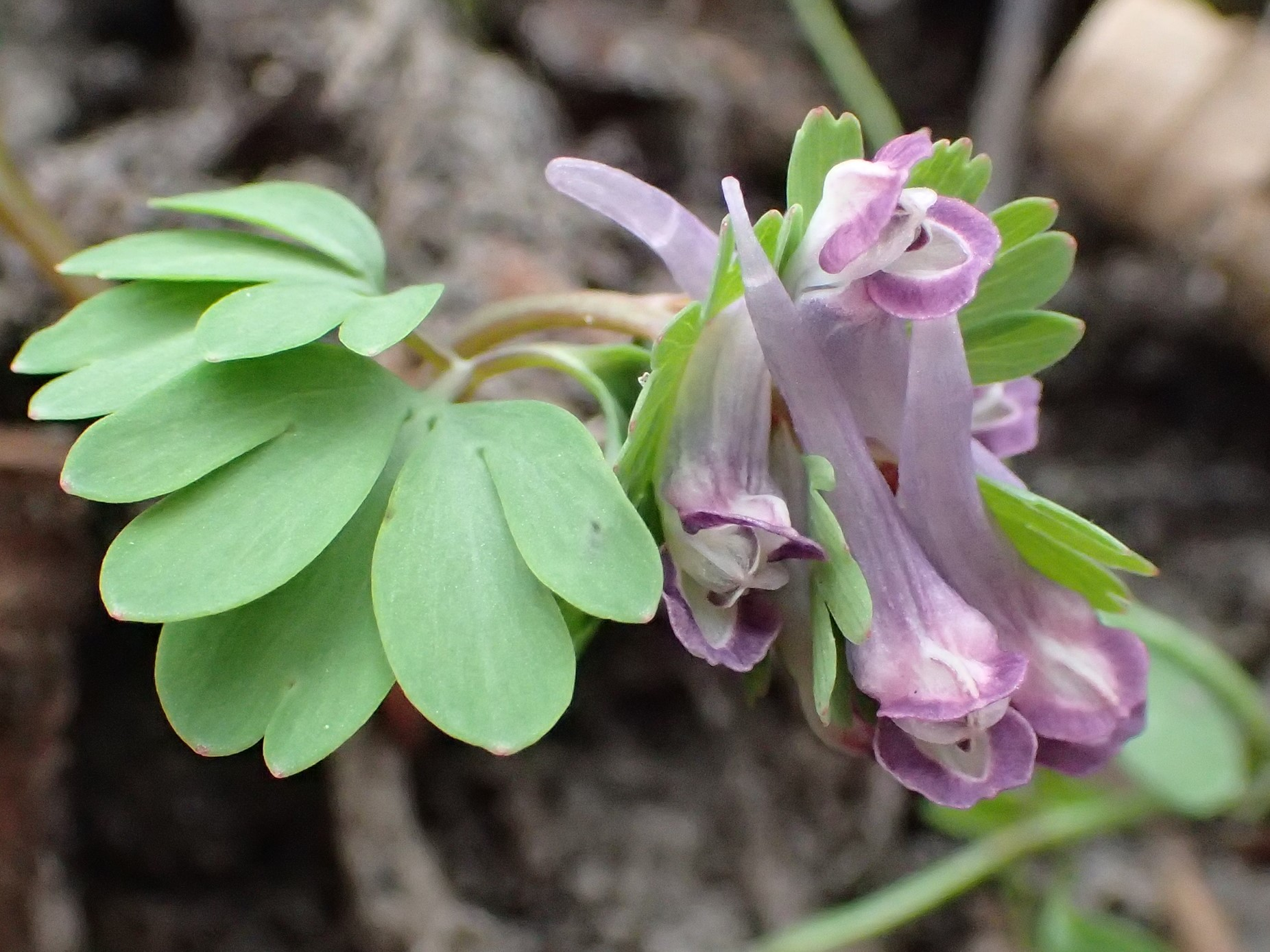
Kwiaty

## Rozwój
Bylina, geofit. Dzięki zgromadzonym w bulwie substancjom zapasowym (skrobia) roślina szybko rozwija pęd nadziemny i kwitnie bardzo wczesną wiosną. Początkowo haczykowaty pęd wyrasta nad powierzchnię gruntu w ciągu kilku dni, po wzroście temperatur do ponad 10 °C. Najpierw rozwijany jest liść, następnie rozwija się kwiatostan. Okres wegetacji tego gatunku trwa tylko dwa miesiące – w Europie Środkowej roślina kwitnie w drugiej połowie marca do kwietnia, ale już w Szwecji, na północy zasięgu, kokorycz drobna zaczyna kwitnienie dopiero w połowie maja. Kwitnienie trwa 2–4 tygodnie. Owoce dojrzewają do połowy maja, po czym w ciągu 2–3 tygodni po ich uwolnieniu z torebek pędy nadziemne ulegają zupełnemu rozkładowi. W Europie Środkowej w czerwcu zwykle nie ma już na powierzchni gruntu śladu po roślinach. W czasie kwitnienia w dolnej części bulwy aktywizuje się tkanka twórcza tworząca bulwę potomną rozwijającą się wewnątrz starej, z którą nie jest połączona anatomicznie. W ciągu miesięcy letnich w bulwie powstają zalążki przyszłorocznego liścia i pędu kwiatostanowego. Pąki te powoli wydłużają się w okresie jesienno-zimowym. Stara bulwa w międzyczasie szybko zamiera pozostając przez krótki czas w formie okryw otulających bulwę potomną. W czasie kwitnienia obumierają także korzenie wyrastające ze starej bulwy i we wrześniu–październiku z nowej bulwy rozwija się nowy system korzeniowy. Bardzo rzadko w miejsce jednej bulwy rozwijają się dwie bulwy potomne. Poza takimi sporadycznymi przypadkami rozmnażania wegetatywnego, rośliny tego gatunku rozmnażają się za pośrednictwem nasion.
Kwiaty zapylane są przez owady, ale rzadko może dochodzić także do samozapylenia. Zapylacze początkowo odwiedzają kwiaty dla pyłku, z czasem także dla gromadzonego w ostrogach kwiatów nektaru. Ze względu na wydłużony kształt korony kwiatowej do nektaru dostać się mogą i dokonać zapylenia owady z aparatem ssącym o długości co najmniej 7–8 mm. Zwykle są to błonkoskrzydłe: porobnica miodunkowa Anthophora acervorum, różne gatunki z rodzaju Bombus, pszczoła miodna, a z motyli zwłaszcza latolistek cytrynek.
Nasiona zaopatrzone są w elajosom bogaty w oleje, przez co chętnie przenoszone są przez mrówki. Nasiona kokoryczy drobnej są chętniej zbierane przez te owady niż nasiona innych gatunków tego rodzaju. Podjęte przez mrówki nasiona transportowane są średnio przez 3–9 minut na odległość do 4 m. Na większe odległości bywają przenoszone przez wodę (unoszą się na niej), podobnie zresztą jak bulwy, które w wyniku osuwania się stoków mogą trafić do cieków. Przemieszczanie się kulistych bulw ułatwia też zamieranie ich korzeni w okresie letnim.
Nasiona kiełkują w następnym roku po rozsianiu i w naturze nie są w stanie przetrwać dłużej. Zdolność do kiełkowania zachowują tylko, gdy latem mają dość wilgoci (w wysuszonych nasionach zarodek zamiera), a w okresie zimowym zostaną przechłodzone. Kiełkuje ok. 10–50% nasion, pod warunkiem, że warstwa liści na powierzchni gleby jest cienka lub brak jej zupełnie. Siewki kokoryczy drobnej, jak u wielu innych przedstawicieli tego rodzaju, wyróżniają się wśród roślin dwuliściennych tworzeniem tylko pojedynczego liścienia. Nie wiadomo czy jest to rezultat redukcji i zaniku drugiego, czy też zrośnięcia się obu liścieni. W czasie kiełkowania rozwija się krótki korzeń pierwotny i hipokotyl – liścień wynoszony jest nad powierzchnię gruntu na długim ogonku. Z hipokotylu i górnej części korzenia pierwotnego rozwija się już w pierwszym sezonie wegetacyjnym bulwa, z której dolnej części wyrasta w tym sezonie tylko krótki koniec (do 1 cm długości) korzenia pierwotnego. W drugim sezonie wegetacyjnym młoda roślina nad powierzchnię ziemi wypuszcza pojedynczy liść z trzema listkami. W kolejnych latach liść nadziemny jest coraz bardziej okazały, a podziemna bulwa coraz większa. Kwitnąć zaczynają rośliny w wieku 5–8 lat. Starsze rośliny kwitną zwykle regularnie co roku, chociaż mogą rozwinąć tylko pęd wegetatywny w przypadku niesprzyjających warunków w roku poprzedzającym lub z powodu silnej konkurencji innych roślin. Z powodu corocznego odnawiania się bulwy rośliny tego gatunku są teoretycznie nieśmiertelne. W praktyce szacuje się, że osiągają około 15 lat życia lub więcej, ale w końcu giną z powodu konkurencji, bardzo złych warunków pogodowych (np. silnej suszy), erozji gleby lub z powodu uszkodzenia bulwy.

## Genetyka
Jest to gatunek diploidalny z liczbą chromosomów 2n = 16.

## Siedlisko i oddziaływania międzygatunkowe

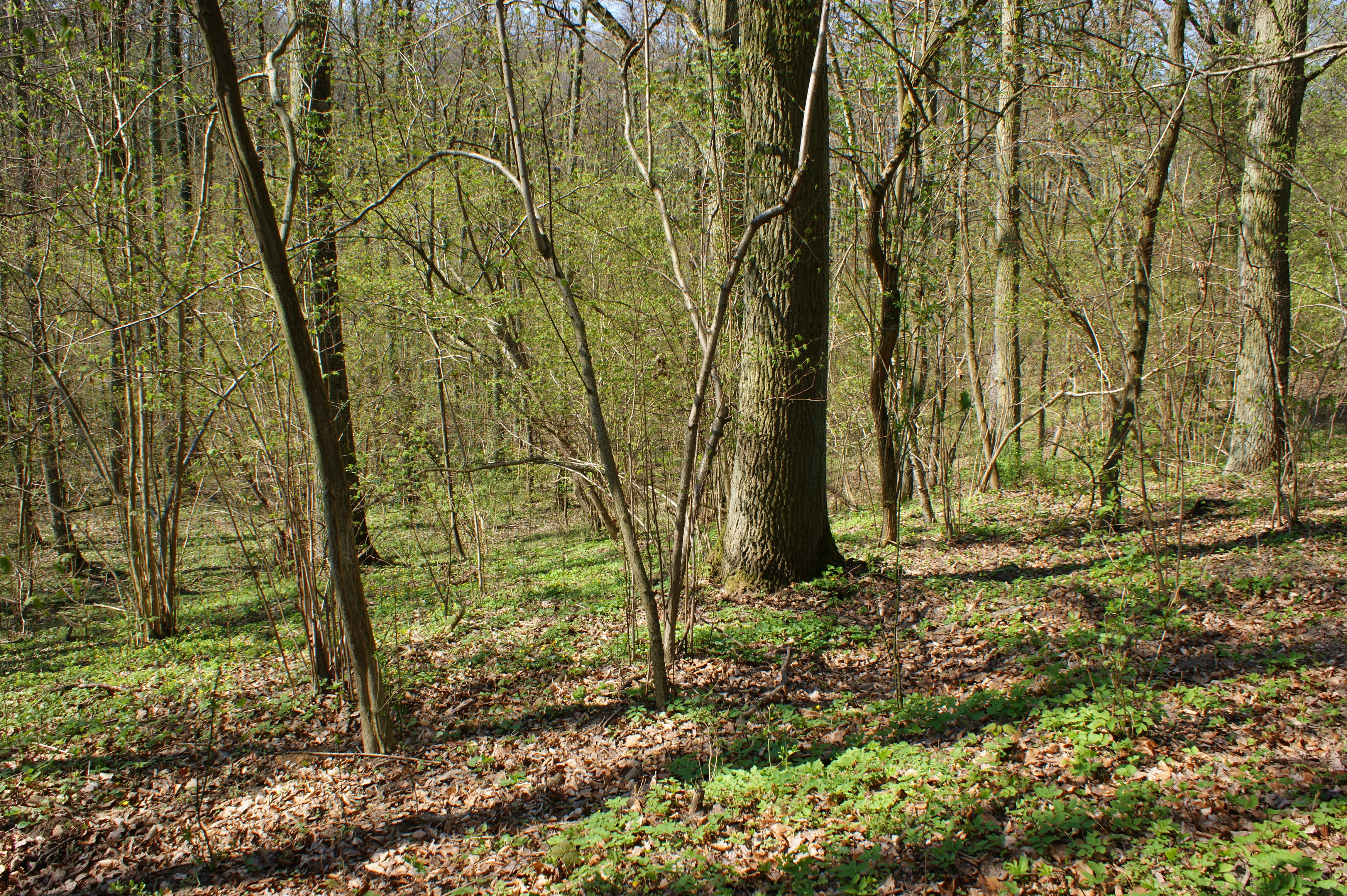
Grądy w rezerwacie przyrody Kamienieckie Wąwozy im. prof. Janiny Jasnowskiej – miejsce występowania najbogatszej populacji kokoryczy drobnej w Polsce

Kokorycz drobna rośnie w różnych zbiorowiskach leśnych i zaroślowych na glebach dość zasobnych, próchnicznych, poza miejscami zalegania grubej warstwy słabo rozkładających się liści. Często występuje na zboczach dolin rzek i strumieni oraz na ich dnie, na wypiętrzonych, sporadycznie zalewanych namuliskach. Poza tym jest także częsta na skrajach lasów, skąd opadłe liście zwiewane są przez wiatr. Gleba w miejscach, gdzie rośnie jest zwykle dość wilgotna w okresie wczesnowiosennym, ale często silnie przesuszona późną wiosną i latem. Rośliny dobrze znoszą przymrozki, ale w przypadku wystąpienia wiosną długiego okresu pogody suchej i gorącej pędy nadziemne więdną i w efekcie nie wydają nasion, część roślin także wówczas obumiera.
Gatunek zasiedla lasy i zarośla grądowe, rzadziej łęgowe, zarośla okrajkowe, obecna bywa w laskach robiniowych, w parkach i na cmentarzach w podmiejskich lasach wtórnych z klonami, jesionami i wiązami, wkracza także do przylegających do lasów i zarośli muraw kserotermicznych, wilgotnych łąk, a nawet wykaszanych trawników. Gatunek wyraźnie unika buczyn (z wyjątkiem Półwyspu Apenińskiego, gdzie rośnie w lasach bukowych na rzędnych od 800 do 1500 m n.p.m.) i lasów z udziałem gatunków iglastych. W klasyfikacji zbiorowisk roślinnych Europy Środkowej gatunek charakterystyczny dla O. Fagetalia. W całym zasięgu rośnie jednak w bardzo różnych zbiorowiskach leśnych.
Do gatunków najczęściej towarzyszących w runie kokoryczy drobnej należą: ziarnopłon wiosenny Ficaria verna, przetacznik bluszczykowy Veronica hederifolia, wiechlina gajowa Poa nemoralis oraz liczne geofity z rodzajów: złoć Gagea, piżmaczek Adoxa, zawilec Anemone, rannik Eranthis, cebulica Scilla oraz inne gatunki z rodzaju kokorycz Corydalis. Częste są także takie nitrofilne gatunki leśne i okrajkowe jak: kuklik pospolity Geum urbanum, przytulia czepna Galium aparine i czosnaczek pospolity Alliaria petiolata. Generalnie jednak na stanowiskach kokoryczy konkurencja innych gatunków jest niewielka, a w warunkach optymalnych dominantem zwykle jest kokorycz drobna. Tam, gdzie silnie rosną takie nitrofilne rośliny jak: pokrzywa zwyczajna Urtica dioica, podagrycznik pospolity Aegopodium podagraria i trybula leśna Anthriscus sylvestris – kokorycz drobna nie występuje.

### Roślinożercy
Na kokoryczy drobnej rzadko żerują roślinożercy. Do wyjątków należy inwazyjny w Europie Środkowej ślimak ślinik luzytański Arion lusitanicus. Gdy przedwiośnie jest ciepłe, ślimaki te mogą pojawić się masowo w czasie owocowania kokoryczy powodując poważne uszkodzenia wszystkich organów roślin, ograniczając znacząco skuteczność ich reprodukcji. Żerowanie owadów na kokoryczy jest rzadkie, poza trzmielami czasem wgryzającymi się przez ostrogę kwiatu do nektaru. W Czechach, gdzie nakładają się zasięgi niepylaka mnemozyna i kokoryczy drobnej, jest ona główną rośliną żywicielską dla larw tego motyla.

### Patogeny grzybowe
Prawdopodobnie ze względu na krótkotrwałość pędów nadziemnych, rzadko są one porażane przez patogeny grzybowe. Zarejestrowano pojedyncze przypadki rozwoju na tym gatunku Melamspora populnea i Peronospora corydalis. 

### Mykoryza
Mykoryza najprawdopodobniej u tego gatunku nie występuje, podobnie jak u innych przedstawicieli rodzaju. Dowodem na to ma być zawsze skuteczne korzenienie się bulw po ich przeniesieniu.

## Taksonomia, zmienność i mieszańce
Gatunek należy do sekcji Corydalis Linden obejmującej 54 gatunki spośród ok. 465 wyodrębnianych w rodzaju kokorycz Corydalis. Najbliżej spokrewniony jest z europejską kokoryczą wątłą C. intermedia i pełną C. solida oraz syberyjską i wschodnioazjatycką C. remota. 
Bardzo łatwo tworzy płodne mieszańce z kokoryczą pełną – C. × laxa Fries. Są one rozpowszechnione w obszarach, gdzie zasięgi gatunków rodzicielskich się nakładają, a w miejscach gdzie oba współwystępują – często mieszańce dominują wypierając taksony rodzicielskie. Taka sytuacja ma miejsce w środkowo-wschodniej Szwecji, lokalnie w Niemczech i na Słowacji. Bardzo rzadko powstają płonne mieszańce C. pumila i C. intermedia oraz C. pumila i C. cava.
Przez długi czas gatunek nie był wyodrębniany od kokoryczy pełnej. Jako osobny gatunek (wówczas Fumaria pumila) opisany został w 1831 przez austriackiego botanika – Nicolasa Thomasa Hosta. W kolejnym roku Ludwig Reichenbach wydzielił rodzaj Corydalis z rodzaju Fumaria i ustalił tym samym obowiązującą nazwę naukową.
Zmienność morfologiczna w obrębie gatunku jest raczej niewielka, a rejestrowane różnice w liczbie kwiatów oraz wymiarach pędu i liści tłumaczone są wpływem warunków siedliskowych. W każdym razie nie wyróżnia się taksonów wewnątrzgatunkowych.

## Zagrożenia i ochrona
Zagrożeniem dla gatunku są przekształcenia jego naturalnych siedlisk. W szczególności do ustępowania gatunku przyczyniają się odlesienia i zwiększanie trofii siedliska, skutkujące w konsekwencji ekspansją gatunków silniej rosnących i wypierających kokorycz gatunków.
Gatunek uważany jest za zagrożony, tam gdzie występuje szczególnie rzadko: w Polsce, Austrii, Rumunii, w niemieckiej Brandenburgii i Turyngii. Nie został uznany za zagrożony w Saksonii-Anhalt i Meklemburgii-Pomorzu Przednim, w Szwecji, Danii, Czechach i na Węgrzech. 
Kategorie zagrożenia gatunku w Polsce:
- Kategoria zagrożenia w Polsce według Czerwonej listy roślin i grzybów Polski (2006, 2016)[11]: V (VU) (narażony na wyginięcie)[12].
- Kategoria zagrożenia w Polsce według Polskiej czerwonej księgi roślin (2014)[4]: VU (narażony).

Roślina w Polsce objęta jest ścisłą ochroną gatunkową od roku 2004. Od 15 lutego 2023 stanowisko kokoryczy drobnej chronione jest w rezerwacie przyrody Kamienieckie Wąwozy im. prof. Janiny Jasnowskiej. 